# Yuval Segal
Yuval Segal (in ebraico יובל סגל‎?; 3 settembre 1971) è un attore israeliano.

## Biografia
Recita come attore nella serie tv israeliana Fauda, trasmessa su Netflix.

## Filmografia

### Cinema
- Efes beyahasei enosh, regia di Talya Lavie (2014)

### Televisione
- Fauda, regia di Assaf Bernstein - serie TV, 13 episodi (2015)